# Thomas Kristensen (Sportkommentator)
Thomas Kristensen (* 1970 oder 1971) ist ein dänischer Sportkommentator bei TV 2. Er kommentiert dort seit 2022 Fußballspiele.

## Karriere
Thomas Kristensen war zusammen mit Bent Nyegaard Kommentator bei diversen Handballspielen und -turnieren. Zudem war er auch im Radsport als Kommentator oder Moderator aktiv. 2022 wechselte Kristensen die Sportart und kommentiert seitdem Fußballspiele, darunter die Partien der dänischen Nationalelf. Sein Co-Kommentator ist Morten Bruun. Dass Thomas Kristensen, der selbst Fußballer war und Fan von Esbjerg fB ist, in der Handball- oder Radsportberichterstattung aktiv war, war „Zufall“ und eigentlich wollte er Fußballspiele kommentieren, doch als er 1999 bei TV 2 anfing, hatte dieser nicht viele Rechte an Fußballspielen oder -turnieren und die wenigen Rechte waren kommentatorentechnisch durch Flemming Toft besetzt. Als dieser 2014 als Kommentator aufhörte, hatte der Sender die Rechte an den Übertragungen der dänischen Nationalmannschaft verloren. Erst seit 2022 werden Spiele der Nationalelf wieder auf TV2 und auf DR übertragen.